# Ковалевское (Харьковская область)
Ковалевское (укр. Ковалівське) — село,
Костянтиновский поселковый совет,
Краснокутский район,
Харьковская область.
Код КОАТУУ — 6323555402. Население по переписи 2001 года составляет 173 (70/103 м/ж) человека.

## Географическое положение
Поселок Ковалевское находится между реками Грузская и Ковалевка,
в 3-х км от посёлка Константиновка. Через село протекает пересыхающий речей с запрудой.

## История
- 1801 — дата основания.